# اکرم‌جان کامل‌اف
اکرم‌جان کامل‌اف (زاده ۱۹۹۶) بازیکن فوتبال ازبکستانی که هم‌اکنون در باشگاه پخته کار بازی می‌کند.

## آمار

### باشگاهی
تا تاریخ مسابقات بازی‌شده تا ۳۰ نوامبر ۲۰۱۸
| باشگاه                 | فصل             | لیگ                      | لیگ  | لیگ | جام ملی | جام ملی | قاره‌ای | قاره‌ای | دیگر | دیگر | مجموع | مجموع |
| باشگاه                 | فصل             | دسته                     | بازی | گل  | بازی    | گل      | بازی   | گل     | بازی | گل   | بازی  | گل    |
| ---------------------- | --------------- | ------------------------ | ---- | --- | ------- | ------- | ------ | ------ | ---- | ---- | ----- | ----- |
| باشگاه فوتبال بنیادکار | ۲۰۱۴            | لیگ برتر فوتبال ازبکستان | ۹    | ۱   | ۴       | ۰       | ۰      | ۰      | ۰    | ۰    | ۱۳    | ۱     |
| باشگاه فوتبال بنیادکار | ۲۰۱۵            | لیگ برتر فوتبال ازبکستان | ۱۵   | ۰   | ۵       | ۱       | ۴      | ۰      | ۰    | ۰    | ۲۴    | ۱     |
| باشگاه فوتبال بنیادکار | ۲۰۱۶            | لیگ برتر فوتبال ازبکستان | ۲۹   | ۰   | ۵       | ۰       | ۷      | ۰      | ۰    | ۰    | ۴۱    | ۰     |
| باشگاه فوتبال بنیادکار | ۲۰۱۷            | لیگ برتر فوتبال ازبکستان | ۲۹   | ۲   | ۷       | ۰       | ۶      | ۱      | -    | -    | ۴۲    | ۳     |
| باشگاه فوتبال بنیادکار | ۲۰۱۸            | لیگ برتر فوتبال ازبکستان | ۲۹   | ۰   | ۳       | ۰       | -      | -      | -    | -    | ۴     | ۰     |
| باشگاه فوتبال بنیادکار | مجموع           | مجموع                    | ۱۱۱  | ۳   | ۲۴      | ۱       | ۱۷     | ۱      | ۰    | ۰    | ۱۵۲   | ۵     |
| عملکرد در مجموع        | عملکرد در مجموع | عملکرد در مجموع          | ۱۱۱  | ۳   | ۲۴      | ۱       | ۱۷     | ۱      | ۰    | ۰    | ۱۵۲   | ۵     |

### ملی
| تیم ملی فوتبال ازبکستان | تیم ملی فوتبال ازبکستان | تیم ملی فوتبال ازبکستان |
| سال                     | تعداد بازی              | گل‌ها                    |
| ----------------------- | ----------------------- | ----------------------- |
| ۲۰۱۶                    | ۲                       | ۰                       |
| ۲۰۱۷                    | ۱                       | ۰                       |
| ۲۰۱۸                    | ۴                       | ۰                       |
| مجموع                   | ۷                       | ۰                       |

بر اساس مسابقات بازی‌شده تا ۷ ژوئن ۲۰۱۸